# آرنو ژرار
آرنو ژرار (فرانسوی: Arnaud Gérard‎؛ زادهٔ ۶ اکتبر ۱۹۸۴) دوچرخه‌سوار اهل فرانسه است.
از باشگاه‌هایی که در آن رکاب زده‌است می‌توان به تیم دوچرخه‌سواری اف‌دی‌جی و تیم دوچرخه‌سواری فورتونئو–اسکارو اشاره کرد.